# FRUSTRATION (싱글)
〈FRUSTRATION〉(프루스트레이션)은 SKE48의 25번째 싱글이다.